# Rick Story
Rick Thomas Story, né le 21 août 1984 à Tacoma dans l'État de Washington, est un pratiquant américain d'arts martiaux mixtes (MMA). Il a notamment combattu à l'Ultimate Fighting Championship de 2009 à 2016. En novembre 2018, Rick Story prend sa retraite.

## Distinctions
- Ultimate Fighting Championship
  - Combat de la soirée (une fois)
  - Soumission de la soirée (une fois)

## Palmarès en arts martiaux mixtes
| 31 combats     | 21 victoires | 10 défaites |
| Par KO         | 4            | 2           |
| Par soumission | 5            | 1           |
| Sur décision   | 12           | 7           |

| Résultat | Record | Adversaire         | Méthode                              | Événement                                               | Date              | Round | Temps | Lieu                                            | Notes                                         |
| -------- | ------ | ------------------ | ------------------------------------ | ------------------------------------------------------- | ----------------- | ----- | ----- | ----------------------------------------------- | --------------------------------------------- |
| Défaite  | 21-10  | Handesson Ferreira | TKO (blessure)                       | PFL 6                                                   | 20 octobre 2018   | 2     | 1:15  | Washington D.C., États-Unis                     |                                               |
| Victoire | 21-9   | Carlton Minus      | Soumission (étranglement arrière)    | PFL 6                                                   | 16 août 2018      | 2     | 2:55  | Atlantic City, New Jersey, États-Unis           |                                               |
| Victoire | 20-9   | Yuri Villefort     | Décision unanime                     | PFL 3                                                   | 5 juillet 2018    | 2     | 2:02  | Washington D.C., États-Unis                     |                                               |
| Défaite  | 19-9   | Donald Cerrone     | TKO (coups de poing)                 | UFC 202: Diaz vs. McGregor II                           | 20 août 2016      | 2     | 2:02  | Las Vegas, Nevada, États-Unis                   |                                               |
| Victoire | 19-8   | Tarec Saffiedine   | Décision unanime                     | UFC Fight Night: Almeida vs. Garbrandt                  | 29 mai 2016       | 3     | 5:00  | Las Vegas, Nevada, États-Unis                   |                                               |
| Victoire | 18-8   | Gunnar Nelson      | Décision partagée                    | UFC Fight Night: Nelson vs. Story                       | 4 octobre 2014    | 5     | 5:00  | Stockholm, Suède                                |                                               |
| Victoire | 17-8   | Leonardo Mafra     | Soumission (aétranglement bras-tête) | UFC Fight Night: Cerrone vs. Miller                     | 16 juillet 2014   | 2     | 2:12  | Atlantic City, New Jersey, États-Unis           |                                               |
| Défaite  | 16-8   | Kelvin Gastelum    | Décision partagée                    | UFC 171: Hendricks vs. Lawler                           | 15 mars 2014      | 3     | 5:00  | Dallas, Texas, États-Unis                       |                                               |
| Victoire | 16-7   | Brian Ebersole     | Décision unanime                     | UFC 167: St-Pierre vs. Hendricks                        | 16 novembre 2013  | 3     | 5:00  | Las Vegas, Nevada, États-Unis                   |                                               |
| Défaite  | 15-7   | Mike Pyle          | Décision partagée                    | UFC 160: Velasquez vs. Bigfoot II                       | 25 mai 2013       | 3     | 5:00  | Las Vegas, Nevada, États-Unis                   |                                               |
| Victoire | 15-6   | Quinn Mulhern      | TKO (coups de poing)                 | UFC 158: St-Pierre vs. Diaz                             | 16 mars 2013      | 1     | 3:05  | Montréal, Québec, Canada                        |                                               |
| Défaite  | 14-6   | Demian Maia        | Soumission (étranglement arrière)    | UFC 153: Silva vs. Bonnar                               | 13 octobre 2012   | 1     | 2:30  | Rio de Janeiro, Brésil                          |                                               |
| Victoire | 14-5   | Brock Jardine      | Décision unanime                     | UFC on FX: Maynard vs. Guida                            | 22 juin 2012      | 3     | 5:00  | Atlantic City, New Jersey, États-Unis           |                                               |
| Défaite  | 13-5   | Martin Kampmann    | Décision unanime                     | UFC 139: Shogun vs. Henderson                           | 19 novembre 2011  | 3     | 5:00  | San José, Californie, États-Unis                |                                               |
| Défaite  | 13-4   | Charlie Brenneman  | Soumission (étranglement bras-tête)  | UFC Live: Kongo vs. Barry                               | 26 juin 2011      | 3     | 5:00  | Pittsburgh, Pennsylvanie, États-Unis            |                                               |
| Victoire | 13-3   | Thiago Alves       | Décision unanime                     | UFC 130: Rampage vs. Hamill                             | 28 mai 2011       | 3     | 5:00  | Las Vegas, Nevada, États-Unis                   |                                               |
| Victoire | 12-3   | Johny Hendricks    | Décision unanime                     | The Ultimate Fighter: Team GSP vs. Team Koscheck Finale | 4 décembre 2010   | 3     | 5:00  | Las Vegas, Nevada, États-Unis                   |                                               |
| Victoire | 11-3   | Dustin Hazelett    | TKO (poings)                         | UFC 117: Silva vs. Sonnen                               | 7 août 2010       | 2     | 1:15  | Oakland, Californie, États-Unis                 |                                               |
| Victoire | 10-3   | Nick Osipczak      | Décision partagée                    | UFC 112: Invincible                                     | 10 avril 2010     | 3     | 5:00  | Abu Dhabi, Émirats arabes unis                  |                                               |
| Victoire | 9-3    | Jesse Lennox       | Décision partagée                    | UFC Fight Night: Maynard vs. Diaz                       | 11 janvier 2010   | 2     | 3:38  | Fairfax, Virginie, États-Unis                   |                                               |
| Victoire | 8-3    | Brian Foster       | Soumission (étranglement bras-tête)  | UFC 103: Franklin vs. Belfort                           | 19 septembre 2009 | 2     | 1:09  | Dallas, Texas, États-Unis                       | Combat de la soirée. Soumission de la soirée. |
| Défaite  | 7-3    | John Hathaway      | Décision unanime                     | UFC 99: The Comeback                                    | 13 juin 2009      | 3     | 5:00  | Cologne, Rhénanie-du-Nord-Westphalie, Allemagne |                                               |
| Victoire | 7-2    | Brandon Melendez   | Soumission (étranglement arrière)    | EWC: Vancouver                                          | 6 septembre 2008  | 1     | 2:17  | Ridgefield, Washington, États-Unis              |                                               |
| Victoire | 6-2    | Wesley Welch       | KO (coups de poing)                  | Carnage at the Creek 3                                  | 10 décembre 2006  | 1     | N/A   | Shelton, Washington, États-Unis                 |                                               |
| Victoire | 5-2    | Jake Ellenberger   | Décision unanime                     | SportFight 23                                           | 20 juin 2008      | 3     | 5:00  | Portland, Oregon, États-Unis                    |                                               |
| Victoire | 4-2    | Ryan Healy         | Décision unanime                     | EWC: May Massacre                                       | 10 mai 2008       | 5     | 5:00  | Salem, Oregon, États-Unis                       |                                               |
| Victoire | 3-2    | James Dodge        | Soumission (étranglement arrière)    | EWC: Welterweight War                                   | 23 février 2008   | 1     | 3:37  | Salem, Oregon, États-Unis                       |                                               |
| Victoire | 2-2    | Jake Paul          | TKO (coups de poing)                 | EWC: Capital Invasion                                   | 12 janvier 2008   | 2     | 1:03  | Salem, Oregon, États-Unis                       |                                               |
| Défaite  | 1-2    | Nathan Coy         | Décision unanime                     | SportFight 21                                           | 22 décembre 2007  | 3     | 5:00  | Salem, Oregon, États-Unis                       |                                               |
| Victoire | 1-1    | Julio Paulino      | Décision unanime                     | AFC 41: Thankful Throwdowns                             | 15 novembre 2007  | 3     | 5:00  | Anchorage, Alaska, États-Unis                   |                                               |
| Défaite  | 0-1    | Mario Miranda      | Décision unanime                     | Conquest of the Cage 1                                  | 6 novembre 2007   | 3     | 5:00  | Airway Heights, Washington, États-Unis          |                                               |